# Того на літніх Олімпійських іграх 2016
Того на літніх Олімпійських іграх 2016 був представлений 5 спортсменами в 3 видах спорту. Жодної медалі олімпійці Того не завоювали.

## Спортсмени
| Дисципліна            | Чоловіки | Жінки | Разом |
| --------------------- | -------- | ----- | ----- |
| Легка атлетика        | 1        | 1     | 2     |
| Академічне веслування | 0        | 1     | 1     |
| Плавання              | 1        | 1     | 2     |
| Разом                 | 2        | 3     | 5     |

## Легка атлетика
Легенда
- Note – для трекових дисциплін місце вказане лише для забігу, в якому взяв участь спортсмен
- Q = пройшов у наступне коло напряму
- q = пройшов у наступне коло за добором (для трекових дисциплін - найшвидші часи серед тих, хто не пройшов напряму; для технічних дисциплін - увійшов до визначеної кількості фіналістів за місцем якщо напряму пройшло менше спортсменів, ніж визначена кількість)
- NR = Національний рекорд
- N/A = Коло відсутнє у цій дисципліні
- Bye = спортсменові не потрібно змагатися у цьому колі

Трекові і шосейні дисципліни
| Спортсмен              | Дисципліна                   | Попередній забіг | Попередній забіг | Чвертьфінал      | Чвертьфінал      | Півфінал         | Півфінал         | Фінал            | Фінал            |
| Спортсмен              | Дисципліна                   | Результат        | Місце            | Результат        | Місце            | Результат        | Місце            | Результат        | Місце            |
| ---------------------- | ---------------------------- | ---------------- | ---------------- | ---------------- | ---------------- | ---------------- | ---------------- | ---------------- | ---------------- |
| Кококутсе Фабріс Дабла | біг на 200 метрів (чоловіки) | 21.36            | 7                | Н/Д              | Н/Д              | Завершив виступ  | Завершив виступ  | Завершив виступ  | Завершив виступ  |
| Prénam Pesse           | біг на 100 метрів (жінки)    | 12.38            | 4                | Завершила виступ | Завершила виступ | Завершила виступ | Завершила виступ | Завершила виступ | Завершила виступ |

## Академічне веслування
| Спортсмен      | Дисципліна       | Заїзди  | Заїзди | Втішний заплив | Втішний заплив | Чвертьфінали | Чвертьфінали | Півфінали | Півфінали | Фінал   | Фінал |
| Спортсмен      | Дисципліна       | Час     | Місце  | Час            | Місце          | Час          | Місце        | Час       | Місце     | Час     | Місце |
| -------------- | ---------------- | ------- | ------ | -------------- | -------------- | ------------ | ------------ | --------- | --------- | ------- | ----- |
| Акоссіва Аївон | одиночки (жінки) | 9:56.43 | 5 R    | 9:04.76        | 4 SE/F         | Bye          | Bye          | 9:25.60   | 4 FF      | 9:54.54 | 32    |

Пояснення до кваліфікації: FA=Фінал A (за медалі); FB=Фінал B (не за медалі); FC=Фінал C (не за медалі); FD=Фінал D (не за медалі); FE=Фінал E (не за медалі); FF=Фінал F (не за медалі); SA/B=Півфінали A/B; SC/D=Півфінали C/D; SE/F=Півфінали E/F; QF=Чвертьфінали; R=Потрапив у втішний заплив

## Плавання
| Спортсмен     | Дисципліна                          | Попередній заплив | Попередній заплив | Півфінал         | Півфінал         | Фінал            | Фінал            |
| Спортсмен     | Дисципліна                          | Час               | Місце             | Час              | Місце            | Час              | Місце            |
| ------------- | ----------------------------------- | ----------------- | ----------------- | ---------------- | ---------------- | ---------------- | ---------------- |
| Емерік Кпегба | 50 метрів вільним стилем (чоловіки) | 27.67             | 80                | Завершив виступ  | Завершив виступ  | Завершив виступ  | Завершив виступ  |
| Адзо Кпоссі   | 50 метрів вільним стилем (жінки)    | 33.44             | 79                | Завершила виступ | Завершила виступ | Завершила виступ | Завершила виступ |